# الستون (جورجیا)
الستون، جورجیا (به انگلیسی: Alston, Georgia) یک منطقهٔ مسکونی در ایالات متحده آمریکا است که در جورجیا واقع شده‌است.

## خصوصیات
الستون ۷٫۴ کیلومترمربع مساحت و ۱۵۹ نفر جمعیت دارد و ۷۰ متر بالاتر از سطح دریا واقع شده‌است.